# Штолл, Ладислав
Ладислав Штолл (чеш. Ladislav Štoll, 26 июня 1902, Яблонец-над-Нисоу — 6 января 1981, Прага) — чешский и чехословацкий политик, литературный критик, литературовед, публицист, редактор академик Чехословацкой АН (1960). Теоретик литературы. Почётный доктор МГУ (1972). Лауреат Государственной премии им. К. Готвальда (1972). Начиная с 1930-х гг. — один из ведущих чешских критиков-марксистов. Редактор ряда коммунистических изданий.

## Биография
Родился в семье среднего достатка. С 1930 года посещал лекции Франтишека Ксавера Шалды и Зденека Неедлы на философском факультете Карлова университета.
Член Коммунистической партии Чехословакии с 1926 года, член ЦК КПЧ с 1946 года.
После увольнения из банка в 1931 году за свои статьи для Левого фронта и пропаганду коммунизма среди других банковских служащих стал штатным журналистом и литературным критиком. С 1934 года был редактором Rudé právo и был направлен партией в качестве переводчика произведений Маркса и Энгельса с немецкого языка в Москву, где он оставался со своей семьей до 1936 года и вместе с Юлиусом Фучиком участвовал в чешской передаче Московского радио.
Участвовал в мобилизации в качестве лейтенанта бомбардировочной эскадрильи, прикомандированной к Горни Почернице. Во время оккупации Чехословакии работал в акционерном обществе по переработке кукурузы (1939—1945), участвовал в выпуске нелегальных газет, за что в 1944 году несколько раз попадал под следствие гестапо.
После освобождения Штолл быстро стал одним из самых влиятельных деятелей культуры в Чехословакии. В 1947 году он стал заместителем председателя Культурного единства. В апреле 1948 года он был одним из главных докладчиков на Конгрессе национальной культуры. В 1950 году он опубликовал фундаментальный идеологический труд «Тридцать лет борьбы за чешскую социалистическую поэзию». В 1953 году он был министром высшего образования Чехословакии, а с 1954 по 1960 год — министром культуры. С 1957 по 1961 год был ректором Института общественных наук, который подчинялся Центральному комитету КПЧ.
Штолл был главой комиссии по созданию Чехословацкой академии наук. С 1956 года он был членом-корреспондентом ЧСАН, а с 1960 года — академиком.
С 1960 года позиции Штолла в партии начали ослабевать, однако он по-прежнему активно участвовал в запрете некоторых литературных произведений. В 1962—1968 годах он возглавлял Институт чешской и мировой литературы Чехословацкой академии наук. После подавления Пражской весны он активно участвовал в нормализации в культуре и общественных науках. В 1972 году он вновь был назначен директором Института чешской и мировой литературы Чехословацкой АН и занимал эту должность до своей смерти.
Работы его посвящены вопросам современной идеологической борьбы, развития социалистической культуры, роли интеллигенции в общественном месте жизни, партийности искусства. В работе «Тридцать лет борьбы за социалистическую поэзию» (1950) раскрыл значение традиции С. К. Неймана и Й. Волькера для развития чешской литературы. В монографии «О форме и структуре в искусстве слова» (1966) дал критический анализ русской формальной школы и чешского структурализма.

## Избранные публикации
- Člověk v aeroplánu, 1927
- Otrávený chléb, 1929
- Občan F. X. Šalda, 1977
- Politika a světový názor, 1946
- Skutečnosti tváří v tvář, 1948
- Třicet let bojů za českou socialistickou poesii, 1950
- Veliký člověk Maxim Gorkij, 1951
- Literatura a kulturní revoluce 1959
- Z bojů na levé frontě, 1964
- O tvar a strukturu v slovesném umění, 1966
- Umění a ideologický boj., dva díly první do r. 1959
- O modernosti a modernismu v umění, 1974
- Socialismus a osobnosti, 1974
- Básník a naděje, 1975
- K dějinám politických ideologií v období renesance, 1983
- Z kulturních zápasů, 1986
- Избранные статьи и эссе. / Пер. с чеш. Сост. и предисл. С. А. Шерлаимовой. — М. : Прогресс, 1982. — 286 с.